# Baja tecnología

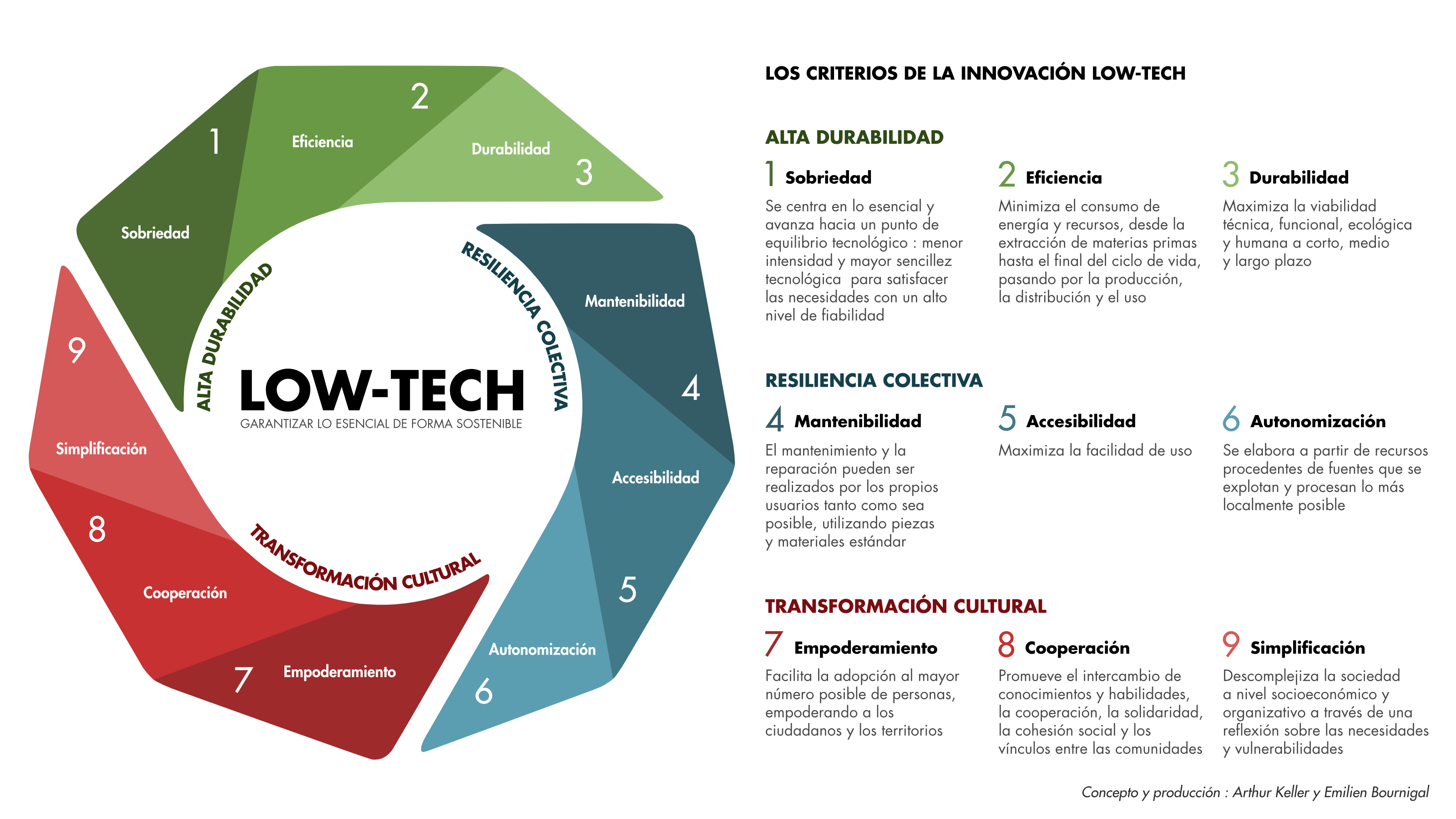
Infografía "Low-tech: garantizar lo esencial de forma sostenible", regroupando los criterios de la innovación low-tech (diciembre de 2023).

Baja tecnología, en inglés low technology es una tecnología sencilla, a menudo de tipo tradicional o no mecánica, como artesanías y herramientas que son anteriores a la Revolución Industrial. Es lo contrario de la alta tecnología. 
La baja tecnología normalmente se puede practicar o fabricar con un mínimo de inversión de capital por un individuo o grupo pequeño de individuos.
La baja tecnología se manifiesta en multitud de procedimientos calificados habitualmente de tradicionales, artesanales o caseros en contraposición con procedimientos que en ocasiones requieren de tecnología más moderna para lograr el mismo producto. Es el caso de:
- Elaboración de bebidas alcohólicas, como cerveza, vino o hidromiel.
- Costurería.
- Soplado de vidrio.
- Herrería.
- Algunos procedimientos para la conservación de alimentos, como la salazón o el ahumado.
- Artes textiles como el macramé.
- Las matemáticas con ábaco o escribiendo las cuentas en papel en lugar de emplear instrumentos como la calculadora o el ordenador.